# Luis Izzeta
Luis Luca Izzeta fue un jugador de fútbol argentino que jugó para Defensores de Belgrano y, más notoriamente, para la selección nacional de fútbol de Argentina en la Copa Mundial de Fútbol de 1934.

## Participación en Copa del Mundo
| Mundial                        | Sede   | Resultado    | Partidos | Goles |
| ------------------------------ | ------ | ------------ | -------- | ----- |
| Copa Mundial de Fútbol de 1934 | Italia | Primera Fase | 0        | 0     |